# Naturschutzgebiet Seldenhalde
Das Naturschutzgebiet Seldenhalde an der nördlichen Grenze der Gemeinde Schleitheim im Kanton Schaffhausen, Schweiz, ist ein Auenwald und Biotop- und Artenschutzgebiet mit der Kategorie IV der International Union for Conservation of Nature and Natural Resources (IUCN).

## Lage
Das Schutzgebiet liegt am Rande der Gemarkungsgrenze ca. 2,2 km nördlich von Schleitheim am linken Ufer bzw. an der Flussaue der Mittleren Wutach auf einer mittleren Höhe von 513 m ü. M.
Am anderen Wutachufer liegt das Naturschutzgebiet (NSG) Auäcker, das zur Gemarkung der Stadt Stühlingen und damit zum deutschen Bundesland Baden-Württemberg gehört. 
An der Wutach liegt ca. 1 km oberhalb das Dorf Grimmelshofen. Das NSG Seldenhalde endet auf der Höhe von Weizen-Bahnhof, beide Orte sind Ortsteile der Stadt Stühlingen. Etwa 65 Höhenmeter oberhalb der Seldenhalde steht die Sendeanlage Birbistel als optimale Landmarke für die Lage des NSG Seldenhalde. 